# لاينفيس (أنغلزي)
لاينفيس (بالإنجليزية: Llynfaes)‏ هي منطقة سكنية تقع في ويلز في أنغلزي.